# Володино (78621430141)
Володино — деревня Охотинского сельского поселения Мышкинского района Ярославской области.

## География
Деревня находится в западной части Ярославской области на левом берегу реки Юхоть на расстоянии приблизительно 9 км на юго-восток по прямой от районного центра города Мышкин.

## История
Деревня отмечена была еще на карте 1798 года. В 1859 году здесь (деревня Угличского уезда Ярославской губернии) было учтено 3 двора, в 1901 — 5.

## Население
Численность населения: 40 человека (1859 год), 0 в 2010.